# Kino „Dąbrówka” w Kłodzku

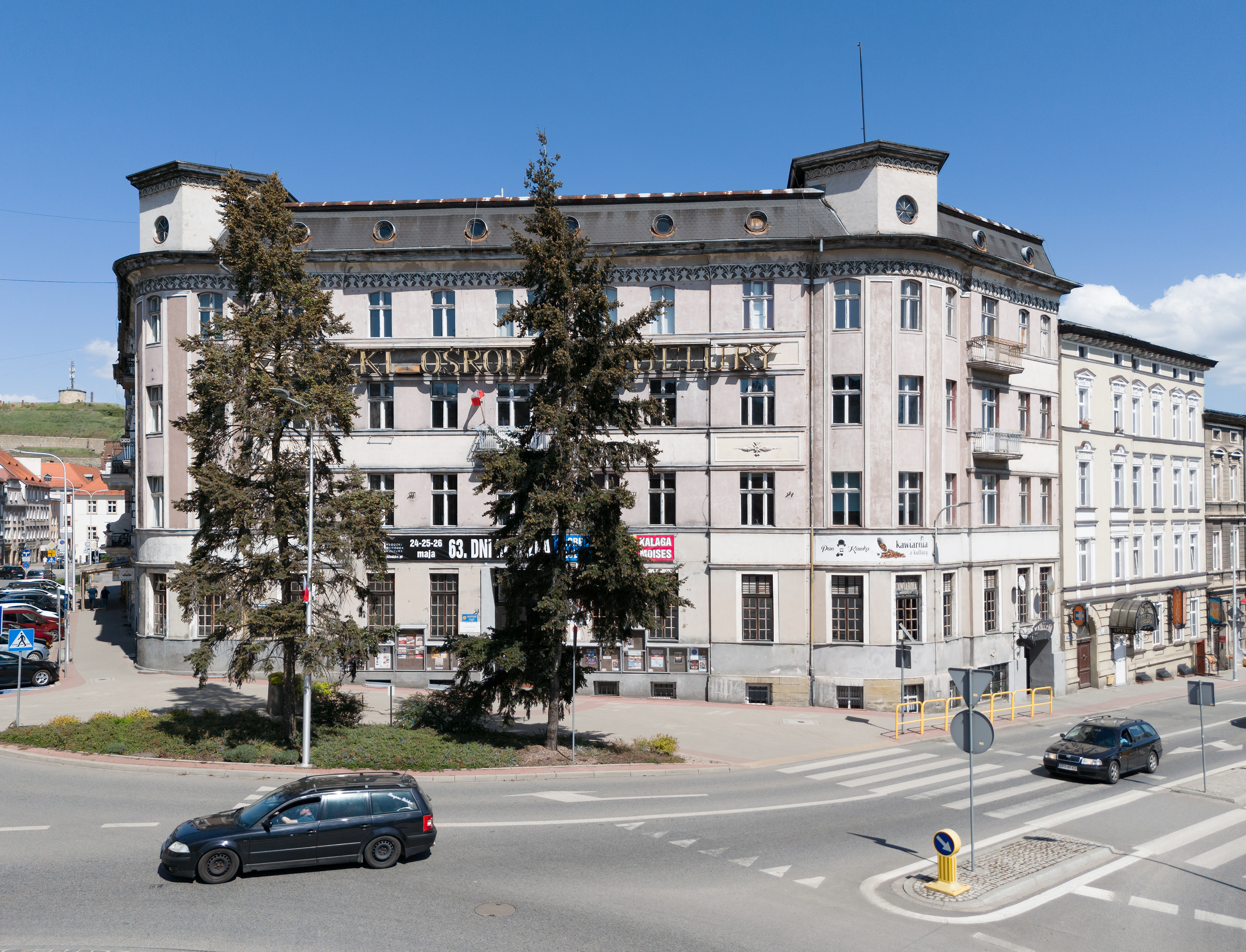
Siedziba kina „Dąbrówka”

Kino „Dąbrówka” w Kłodzku – jedno z dwóch kin działających w Kłodzku w latach PRL-u; mieszczące się w lewobrzeżnej części miasta, przy placu Władysława Jagiełły.
Powstało w 1955 roku staraniem władz miasta i powiatu kłodzkiego. Było zarządzane przez Okręgowy Zarząd Kin we Wrocławiu: Odra-Film (od 1975 r. Okręgowe Przedsiębiorstwo Rozpowszechniania Filmów we Wrocławiu). Korzystało z sali Kłodzkiego Ośrodka Kultury (wcześniej Powiatowego Domu Kultury). Zostało zlikwidowane w 1989 roku wraz z przemianami politycznymi w Polsce, stając się integralną częścią KOK-u.
Kierownicy
| Lp. | Lata pełnienia funkcji | Imię i nazwisko |
| --- | ---------------------- | --------------- |
| 1.  | 1955–1958              | Feliks Mułka    |
| 2.  | 1958–1972              | Eugenia Bożko   |
| 3.  | 1972–1975              | Tadeusz Szwarc  |
| 4.  | 1975–1985              | Adela Anioł     |
| 5.  | 1985–1989              | Magdalena Sobol |

Za.